# Hans Gillhaus
Johannes Paulus "Hans" Gillhaus, född 5 november 1963 i Helmond i Nederländerna, är en nederländsk före detta fotbollsspelare.